# Lucien Vidi
Lucien Vidi (Nantes, 1805 – Nantes, aprile 1866) è stato un inventore francese.

## Biografia
Orientatosi inizialmente verso la carriera ecclesiastica, Vidi studiò in seguito giurisprudenza per fare l'avvocato, ma il suo interesse si rivolse poi alla meccanica e cominciò a costruire macchine a vapore. Lo studio dei manometri attirò il suo interesse verso i barometri e decise di realizzarne un nuovo modello. Per finanziare le sue ricerche, vendette tutto il suo patrimonio e chiese l'aiuto economico di un amico.
Nel 1844 costruì e brevettò il barometro aneroide, un barometro metallico che non faceva uso di fluidi. L'idea di questo strumento fu concepita da Gottfried Wilhelm Leibnitz nel 1698, ma Vidi ebbe il merito di realizzarla costruendo un oggetto pratico e poco costoso. La sua invenzione ebbe successo e Vidi poté ottenere una buona posizione economica. In seguito dovette avviare procedimenti legali contro altre persone che avevano realizzato varianti del suo barometro, come Eugène Bourdon. Queste controversie giudiziarie, cominciate nel 1852, terminarono nel 1858 con la vittoria di Vidi.
Vidi morì a 61 anni. Secondo alcune fonti, la sua morte sarebbe stata causata da salute provocati da un bagno in mare effettuato in pieno inverno a seguito della sua passione per l'idroterapia.